# Samuele Zambelli
Samuele Zambelli (Rovereto, 2 april 1998) is een voormalig Italiaans wielrenner die als beroepsrenner reed bij Team Corratec.

## Carrière
Als derdejaars belofte maakte Zambelli de overstap naar Iseo Serrature-Rime-Carnovali. Namens die ploeg werd hij dat jaar, 2019, onder meer derde in de Popolarissima en tweede in de Ruota d'Oro. Daarnaast won hij een etappe in de Ronde van Albanië. Aan het eind van zijn derde seizoen bij de ploeg mocht hij stage lopen bij Androni Giocattoli-Sidermec, maar tot een profcontract kwam het niet. Zambelli maakte in 2022 de overstap naar Work Service Vitalcare Vega. In februari won hij de Coppa San Geo, een Italiaanse amateurkoers. In juli van dat jaar nam hij deel aan de wegwedstrijd op de Middellandse Zeespelen, waarin hij elfde werd.
In 2023 werd Zambelli prof bij Team Corratec. In zijn eerste seizoen bij de ploeg werd hij onder meer elfde in de Trofej Umag en vierde in een etappe in de Ronde van Griekenland. Zijn debuut in de World Tour volgde in februari 2024, toen hij aan de start stond van de Ronde van de Verenigde Arabische Emiraten.

## Overwinningen
2019
2e etappe Ronde van Albanië

## Ploegen
- 2019 –  Iseo Serrature-Rime-Carnovali
- 2020 –  Iseo Serrature-Rime-Carnovali
- 2021 –  Iseo Serrature-Rime-Carnovali
- 2021 –  Androni Giocattoli-Sidermec (stagiair vanaf 1 augustus)
- 2022 –  Work Service Vitalcare Vega
- 2023 –  Team Corratec-Selle Italia[a]
- 2024 –  Team Corratec-Vini Fantini

Amella · Baldaccini · Barać · Conti · Dalla Valle · Gandin · Iacchi · Konychev · Masotto · Murgano · Olivero · Ponomar (vanaf 10/8) · Quarterman · Quartucci · Stojnić · Stöckli · Tivani · Vacek · van Empel · Viviani · Zambelli · Darbellay (stagiair) · Debons (stagiair) · Tsarenko (stagiair)
Amella · Baldaccini · Balmer (vanaf 14/5) · Bonifazio · Conti · Darbellay · Debons · González (vanaf 31/3) · Iacchi · Mareczko · Masotto · Monaco · Murgano · Olivero · Padoen · Ponomar · Samudio (vanaf 1/8) · Quartucci · Sbaragli · Stewart · Stöckli · Tsarenko · van Empel · Viviani · Zambelli · Bögli (stagiair) · Parravano (stagiair) · Tissières (stagiair)